# メチルフェニデート
メチルフェニデート（英語: Methylphenidate）は、ドーパミン及びノルアドレナリン再取り込み阻害作用によって前頭前皮質や線条体を刺激し、脳機能の一部の向上や覚醒効果を主な作用とする精神刺激薬である。日本ではナルコレプシーの治療薬にリタリン（Ritalin）と、ADHDの治療薬に徐放製剤のコンサータ（Concerta）が認可されている。
日本でのリタリンの適応症はナルコレプシー、コンサータの適応症は注意欠陥・多動性障害(ADHD)である。
リタリンとコンサータについて、それぞれ流通管理委員会が設置され、流通が厳格に管理されており、登録された病院、薬局でしか処方、薬の引き渡しができない。
第一種向精神薬（麻薬及び向精神薬取締法）と処方箋医薬品・劇薬（医薬品医療機器等法）に指定されている。
メチルフェニデートは、アンフェタミンやメタンフェタミンと比較し依存形成しにくいものの、精神的依存の報告がある。一般的な副作用は、眠気、不眠、頭痛･頭重、注意集中困難、神経過敏、性欲減退、発汗、抗コリン作用（口渇、排尿障害、便秘、食欲不振、胃部不快感、心悸亢進、不整脈、筋緊張など）などである。

## 世界での歴史

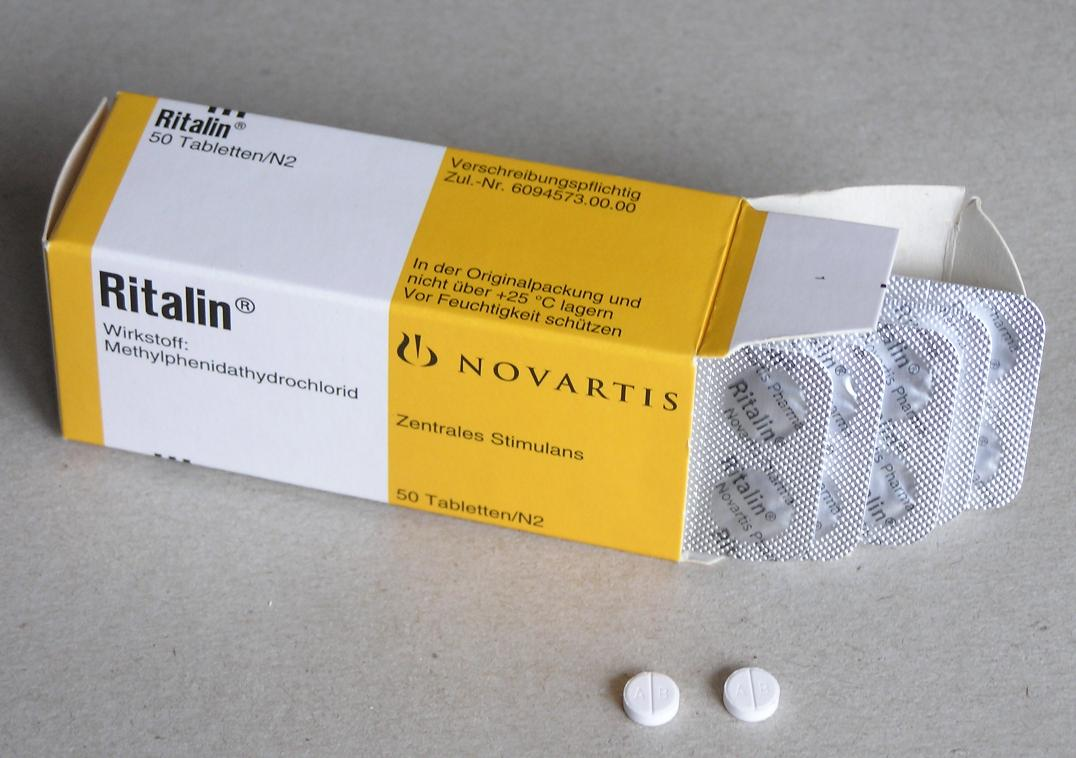
リタリンの錠剤

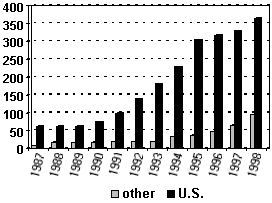
メチルフェニデートの消費量 約85%がアメリカ合衆国で消費されている。単位は100万錠（国連による統計）

メチルフェニデートはスイスのチバ社（Ciba Pharmaceutical Company, 現ノバルティス社）によって1944年に合成され、1954年に特許が取得され、ドイツで発売された。当初はアメリカにおいて、うつ病、慢性疲労、ナルコレプシーなどの治療薬として定められていた。1960年代の初頭に、当時、多動症や微細脳機能障害 (minimal brain dysfunction, MBD) として知られていた ADHD の子供に対して、ほかの中枢神経刺激薬による先行研究に基づきながら、使用され始めた。今日ではメチルフェニデートは世界で最も一般的に認められている ADHD の治療薬である。概算ではメチルフェニデートの 75% 以上は子供に処方されており、男児は女児の4倍の量である。1990年代には、特にアメリカ合衆国において、メチルフェニデートの生産量・処方量は著しく上昇した。ADHD がより理解され、医療や精神医療の分野でより一般的に受け入れられるようになったためである。
最も有名なメチルフェニデート製剤であるリタリンは、開発したチバ社が1954年から発売している商品で、商品名「Ritalin」は開発者レアンドロ・パニゾンの妻マルゲリータ(Margherita)の愛称「Rita」に由来している。現在は後身のノバルティス社によってアメリカ合衆国で生産、販売が続けられている。メチルフェニデートはメキシコやアルゼンチンの契約薬品製造メーカーにおいても製造されており、アメリカ合衆国では、メチリンなど様々なメチルフェニデートのジェネリック医薬品がいくつかの製薬会社によって販売されている。リタリンは日本をはじめ、イギリス、ドイツなどヨーロッパ諸国でも販売されているが、8割以上はアメリカで消費されている。
2000年4月にアメリカ合衆国で認可されたコンサータは1日1回服用型の徐放性のメチルフェニデート製剤である。研究によって、コンサータのような長期作用型の調合は、速放性の処方と同等かそれ以上の効果があることが示されている。処方できる医師、調剤できる薬局を限定する登録制にするなど流通を管理する仕組みの導入を完了したことにより、日本においても2007年12月19日よりコンサータがヤンセンファーマより発売開始となった。コンサータのカプセル外皮の一方にはレーザーで開けた孔があり、内部に薬物層2層、孔の反対側にプッシュ層がある。カプセル周囲も薬物でコーティングされている。服用すると１時間以内に表面コートが溶け投与量の22%を放出し、素早く血中濃度を上昇させ、次にプッシュ層が水分浸透で膨張し薬物層を穿孔から押し出すことで12時間にわたり持続的に効果を保つしくみである。放出を終えたカプセルは便中に排泄される。
アメリカ合衆国、日本などでは、コンサータはヤンセンファーマが製造している。アメリカではいくつかのコンサータのジェネリック製剤もあるが、先発品との治療効果の違いが認められる製剤があることからFDAは認可撤回を提案している。ただしアクタビスのオーソライズドジェネリック製剤は、先発品と同一とみなされ撤回対象に含まれなかった。
2006年4月7日、シャイアー（Shire plc）は、1日1回のメチルフェニデート経皮パッチ製剤デイトラーナ(Daytrana) がFDAに承認されたことを発表した。

## 日本での歴史
1957年（昭和32年）10月8日にリタリン錠としてうつ病・抑うつ性神経症で承認され、1958年（昭和33年）3月1日にリタリン散としてうつ病・抑うつ性神経症、1978年（昭和53年）10月3日にナルコレプシーにも承認、薬価基準収載日は1961年（昭和36年）11月1日である。1998年（平成10年）9月、再評価結果通知に伴い軽症うつ病、抑うつ神経症を抗うつ薬で効果の不十分な難治性うつ病、遷延性うつ病に対する抗うつ薬との併用に変更になる。2005年（平成17年）3月6日には厚生労働省告示第107号により1回30日間分までの処方に制限され、2015年現在もなお同じ制限が課されている。

### リタリン騒動
2007年（平成19年）9月18日、リタリンを服用し続けていた25歳男性が、薬物依存症になった末、2005年（平成17年）に飛び降り自殺する事件が起きたことが報道された。当該男性は、愛知県名古屋市の男性医師によって、リタリンを処方されたことが毎日新聞の報道で明らかになり、リタリンに関する問題が日本において広く知られるようになり、以降、テレビや新聞によるリタリン使用に関する報道が過熱していった。
一方、毎日新聞を始めとした、新聞・テレビのリタリン報道の姿勢に対する反発の声も出た。
2007年（平成19年）9月21日、東京都新宿区の東京クリニック（現在は廃院）が、患者にリタリンを大量処方していたとして、東京都と保健所が同病院に立ち入り検査を行った。院長にはその後、医業停止処分が下った。
9月22日には京成江戸川クリニック（現在は廃院）が、医師の不在中に職員がリタリンの処方箋を出したとして、医療法違反の疑いで同じく都と保健所から立ち入り検査を受けた。
10月31日、京成江戸川クリニックの院長と看護師が、医師法違反（無資格医業）で警視庁に逮捕された。
同日、リタリン製造販売元のノバルティスファーマは、リタリンの難治性・遷延性うつ病への適応の削除と流通管理強化を厚生労働省に申請、同日、厚生労働省により承認された。これによりリタリンの適応はナルコレプシーのみとなり、これ以後、2013年12月20日にメチルフェニデート徐放剤であるコンサータが18歳以上のADHD患者向けにも認可されるまでの約6年間、18歳以上のADHD患者らがメチルフェニデートを処方されることが事実上不可能となった。
事件発生までは、医師の裁量でADHD患者には難治性うつとして、リタリンが処方されていたが不可能になり、更にナルコレプシーの診断には、厳格な検査を要することが問題となった。のちに18歳未満には同年からコンサータが適応となったが、18歳以上への適応は前述対象外だった。また難治性うつ病患者へのメチルフェニデート製剤の処方は2020年今なお認められてない。
厚生労働省医薬食品局審査管理課と同省社会・援護局障害保健福祉部精神・障害保健課は、2007年（平成19年）10月26日の都道府県あて通知の中に「リタリンを服用しているうつ病患者が、今後のことを案じて自殺未遂を図った情報がある」と記している。
2008年（平成20年）1月以降処方できる医師を専門医のみとする登録制での販売に切り替えた。同年、厚生労働省は処方医師ならびに処方を受ける調剤薬局双方に登録が必要にする通達を出し、処方医師だけでなく、調剤薬局および薬剤師である調剤責任者も登録がなされていなければ、たとえ調剤薬局であっても処方箋を受け付けることができないとした。また調剤薬局間の融通も不可とされている(調剤薬局と調剤責任者との連名による登録であるため)。なおこの規制は徐放剤であるコンサータにおいても同じである。
以上の一部クリニックによる異常な処方やADHD治療を目的としない一部のものによる乱用とそれらに対する報道の過熱から病院への立ち入り、関係者の処分や逮捕、ノバルティスファーマの削除申請と厚労省の受理、それにより18歳以上のADHDが治療薬の手段を失ったことなど、一連の出来事は「リタリン騒動」または「リタリン事件」と呼ばれる。
2007年12月19日、ヤンセンファーマから、メチルフェニデートの徐放剤であるコンサータが18歳未満のADHDに向け発売された。前述のとおり、本薬品も登録制での処方・販売である。
2008年には、東京の新宿歌舞伎町のクリニックで2007年に患者に対してリタリンを大量に処方したとして、医師に医師法違反で罰金50万円が命じらた。なお、この医師は2014年にも女性患者に対する傷害事件を起こし、業務停止処分を受けたほか、さらに2022年に女性に対する傷害行為の疑いで逮捕された。
2013年12月20日、コンサータの18歳以上への処方も認可され、全年齢のADHDへのコンサータ処方が可能となった。

#### リタリンの効能削除に関する意見など
2007年（平成19年）10月17日、日本精神神経学会の見解によると、ノバルティスファーマからの難治性うつ病、遷延性うつ病を削除の申し出を受けた厚生労働省医薬食品局審査管理課は、日本精神神経学会に見解を求める。2005年（平成17年）5月に乱用実態をふまえ、第101回学会総会（埼玉県）で討議していること、「難治性うつ病に対する修正型電気刺激療法や気分安定薬併用療法、認知行動療法のほか、ドーパミン作動薬でのオーグメンテイション療法が確立しつつあり、ドーパミン再取り込み阻害薬の抗うつ効果の治験も進められているので、本学会理事会としては、リタリンの効能・効果から難治性うつ病、遷延性うつ病の削除については以下の一点を除いて異議はありません。すなわち、進行がんのうつ病・うつ状態に対して、リタリンは有用であります」とのこと、そのほかに規制の方法、コンサータやペモリン（商品名：ベタナミン）の規制の必要性も提言している。

### コンサータ処方のさらなる厳格化
2019年9月4日、厚生労働省はメチルフェニデート塩酸塩（商品名：コンサータ）を処方できる医師の登録要件や処方を受ける患者の個人情報の登録を求めるようにさらなる流通の厳格化の通知をした。2019年12月1日より実施予定。

## 作用

### 神経薬理学的作用
メチルフェニデートの作用としては、シナプス前ドーパミントランスポーター（DAT）による再取り込みを阻害する作用が主だが、前シナプス終末からシナプス間隙へドーパミンの遊離を促進させる作用も持つ。アンフェタミンと同様に、ドーパミンによる神経伝達に特異的に作用するわけではなく、ほかのモノアミンにも緩やかに影響を与える（ドーパミン > ノルアドレナリン >> セロトニン）。また、高用量で、モノアミンオキシダーゼの阻害作用を持つことがin vitroで示されている。

### 神経精神科学的作用
血中に入ったメチルフェニデートは、中枢神経に速やかに移行する性質を持ち、シナプスにおけるドーパミン濃度の急上昇と快感をもたらす。そして、活動性が増し、覚醒感を感じ、大人しくなる。これと関連するが、メチルフェニデートにより二次的に大脳皮質でのアセチルコリンの遊離が増加し、躁状態を示す。経口投与後、効果は20分で現れ、約3時間持続する。反復使用により速やかに耐性が上昇し、薬用量を増やさなければ初回と同様な効果が得られなくなる。徐放剤（コンサータ）に比べ、リタリンのように急激に効果を発する剤形の方が、依存形成しやすい。

## 依存性
向精神薬に関する条約のスケジュールIIに指定されている。麻薬及び向精神薬取締法の第一種向精神薬である。
メチルフェニデートは依存形成をきたすことがある。WHO専門委員会（1963）の分類ではアンフェタミン型とされ、精神依存のみであり、身体依存はない。大量長期間摂取し続けると、統合失調症に酷似した精神病状態を呈することがある。治療は即時離脱を行なう。薬効の消退に伴って、反跳現象（無欲、疲労、脱力、不快感、抑うつ気分など）が数日間続く。精神症状が激しい時には、対症的にリスペリドンやハロペリドールなどを使用する。
同じく中枢神経興奮作用をもち薬物依存を引き起こすコカインとの比較では、コカインは摂取のたびに高揚感を与えるが、メチルフェニデートでは最初高揚感があってもまもなく消失する傾向がある。両者とも急速に線条体に集中してドーパミントランスポータ再取り込みを阻害するが、コカインはその後すぐに開放してしまうのに対し、メチルフェニデートはドーパミントランスポータを阻害し続けゆるやかに開放するという違いが関係していると考えられる。

## 薬効薬理

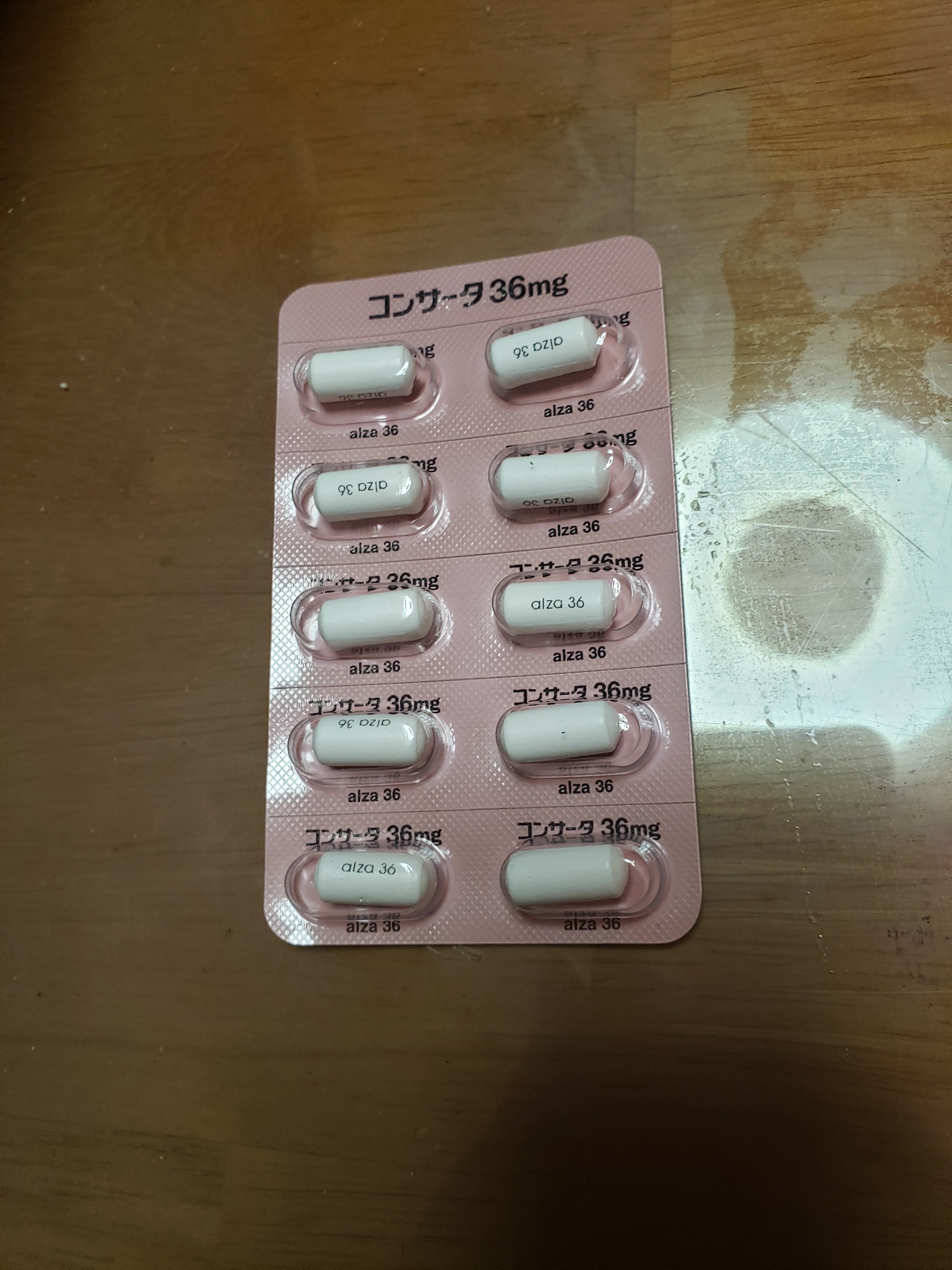
コンサータ錠36mg

### ADHD
メチルフェニデートは中枢神経刺激薬である。ADHD を持つ学童は、しばし注意力の維持が困難である傾向が報告されてされる。このようなケースにおいては、注意力の持続を促すことで、結果的に鎮静の効果を期待できる。したがって、投薬により衝動的な行動を軽減し、適切な集中力の維持が期待できることから、学校生活や他の作業に集中できるようにする。同様に、ADHD をもつ大人の多くは、メチルフェニデートによって仕事に集中したり、生活にメリハリをつける能力が向上させることができる。また、ADHDの薬としてストラテラ（一般名アトモキセチン）があるが、実際に感じる効能は、コンサータと全く異なるようである。

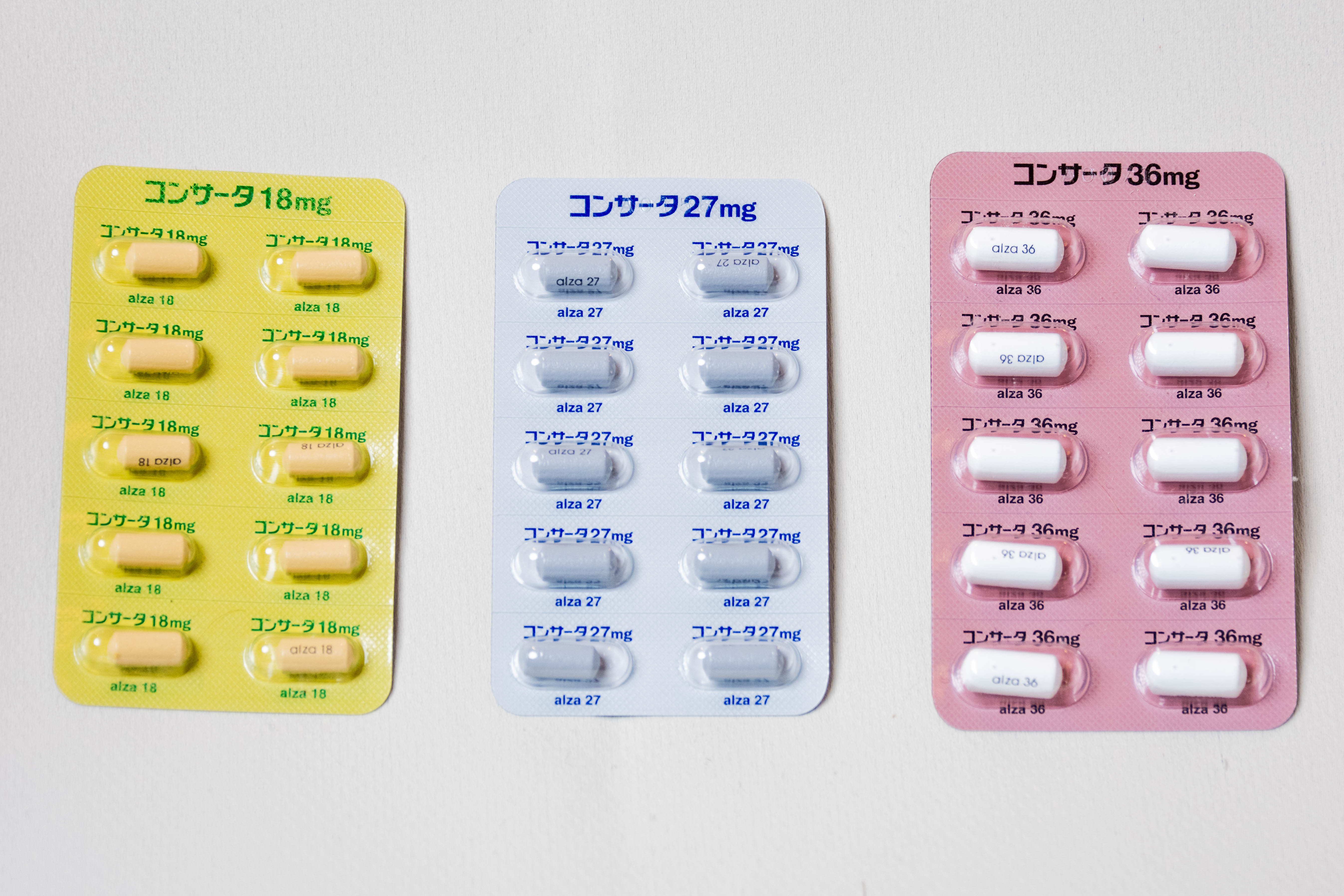
2023年12月現在、日本で処方されているコンサータ錠全3種類（18mg, 27mg, 36mg）

メチルフェニデートによる ADHD の症状改善の作用機序は詳しくは知られていない。ADHD は脳内のドパミンの不均衡によって起こると考えられている。メチルフェニデートはドパミンの再取り込みを行っているドパミントランスポーターを阻害し、シナプス間隙のドパミン濃度を上昇させることで、ドパミン神経系の興奮性を高めていると考えられている。

### ナルコレプシー
ナルコレプシーの睡眠発作に効果があり、日中の異常な眠気を抑え正常な日常生活が送れるようにする。ナルコレプシー患者の多くはメチルフェニデートによって日中の異常な眠気・居眠りが抑えることができる。リタリンの一般臨床試験で有効率は89.6%（95/106）で、各症状に対する改善率は
- 睡眠発作：91.5%
- 精神活動性減退：90.1%
- 脱力発作：79.4%
- 入眠時幻覚：75.2%
- 睡眠麻痺：79.8%
- 夜間熟眠困難：57.4%

であった。

### がん患者への緩和医療
がん患者の苦痛を和らげる目的でモルヒネが使用されることがあるが、がんによる倦怠感とモルヒネの副作用である眠気の除去（緩和医療）を目的として、以前はリタリンが広く使われていた。

### IR型とSR型
アメリカ合衆国においては血液中への薬剤の放出が穏やかな徐放型（SR 型）の製剤がよく用いられているが、こちらは濫用性が一般的な錠剤（IR 型）より低いと言われており、覚醒剤などの麻薬類と同様、血中濃度の急激な上昇と濫用の関連が考えられる。日本では現在 IR型の製剤としてリタリン、SR型の製剤としてコンサータが流通している。リタリンでの最高血中濃度到達時間は約2時間で作用発現時間は通常30分 - 1時間後、作用持続時間は臨床的には4 - 6時間と考えられている。コンサータでは最高血中濃度到達時間は約7.0 - 7.7時間で服薬後12時間まで効果が持続するよう設計されており、海外での臨床試験では服薬後1.5 - 12時間まで有効性があることが確認されている。

### その他
メチルフェニデートはデキストロアンフェタミンに比べ副作用が少ないことが知られている。
日本ではメチルフェニデートは第1種向精神薬に指定されている。アメリカ合衆国では、医療用途は認められるが、濫用の可能性の高い薬物を示すスケジュール II の規制物質に分類されている。国際的には向精神薬条約 (Convention on Psychotropic Substances) でスケジュール II の薬剤である。
薬物依存を形成する薬剤は共通に大脳側坐核のドパミン神経伝達を刺激する作用を有すると考えられている 。

## 異性体
リタリンを含む大部分の製品はデキストロメチルフェニデートとレボメチルフェニデートが 50:50 のラセミ体であるが、メチルフェニデートはデキストロ体のみが薬理活性を持つ。一部の国ではフォカリン (Focalin) など、純粋なデキストロメチルフェニデートを含む製品も流通している。これは即効性を持ち、異性体の混合物よりもより速く身体に吸収され、ピーク濃度に達する時間や排出時間もより短いと評されている。
薬学的性質や有効性におけるメチルフェニデートのデキストロおよびレボ異性体の関係はアンフェタミンに類似しており、レボアンフェタミンの方がより効果が高いと考えられている。

## 副作用など
メチルフェニデート服用の一般的な副作用として、眠気、不眠、食欲低下、不安増大、神経過敏、消化管症状、眼圧亢進、頭痛、口渇、目のかすみ、嘔気、肝機能障害、中止時の悪性症候群などがある。
日本の医薬品添付文書では、警告として依存リスクを管理できる医師などのもとで用いることが記され、禁忌として、精神では過度の不安、緊張、興奮、重度のうつ病、身体では緑内障、甲状腺機能亢進、不整脈、狭心症、運動性チック、褐色細胞腫が挙げられ、薬剤相互の禁忌には14日以内にモノアミン酸化酵素阻害剤 (MAOI) が投薬された者がある（非可逆的MAOIでは阻害作用が元に戻るのに2週間かかる）。これは、アメリカの添付文書では、警告として、心臓の問題のある人々における突然死のリスクや、血圧上昇作用による高血圧について記されている。
リタリンは眠気が”5%以上”に認められる。これは睡眠障害への適応を有するメイラックス（ロフラゼプ酸エチル）の”5%未満”よりも多い。自動車の運転等危険を伴う機械の操作には従事しないよう注意する。

### 長期間の使用による影響
2005年の報告では、ラットに長期間メチルフェニデートを投与すると、投与を中止した後にも報酬に関連した行動に変化がみられ、神経に可塑的な変化が生じていることが推測された。ヒトにおいても認知機能に対する同様の影響があるかどうかは、2011年現在のところ不明である。
2005年の研究では、2年間の服用によって、成長、バイタルサイン、健康診断（尿検査、血液検査、電解質分析、肝機能検査を含む）などの臨床的所見に大きな影響はみられなかった。
2002年の研究では、ADHDの小児について10年間にわたり頭部MRIを追跡調査したところ、メチルフェニデート服薬群と非服薬群において大脳皮質の容積に差は生じなかったという。

### 成長に対する影響
成長に対する影響に関する調査も行われており、身長の増加率をわずかに減少させることが見出されている。思春期から青年期には平均に戻るという研究結果もある。
2006年5月2日付Health Day Newsでは、過去の文献を再評価した結果、薬の服用停止や年齢と共に成長が取り戻せるかどうか判定できなかったと報じている。

### 死亡の危険
メチルフェニデートの長期使用による死亡という息子の死亡証明書を受け取ったローレンス・スミスは、ウェブサイトを作成し、リタリンが死因となっていることを検死官により報告されたことの詳細を説明している。サイトによると、FDA MedWatchに報告された1990年から2000年の間におけるメチルフェニデートによる死亡者は186人である。なお、2006年2月10日付毎日新聞夕刊にて日本で報じられた、FDAに報告された死亡したメチルフェニデート服用者数は、子供19人を含む25人である。

### 遺伝子への影響・発がん性
2005年、エルゼイン (El-Zein) らは、12人の小児に標準的な量のメチルフェニデートを3か月間投与したところ、全員に染色体の変異が起こされていたと報告し、染色体異常はがんと関連することから、規模が小さすぎるため有意な結論は出せないものの、メチルフェニデートの発がん性について検討が必要であるとしている。
しかし、上記研究は、規模が極めて小規模である、対照群（非投与群）について検討していないなどの問題を指摘されており、メチルフェニデートの変異原性について否定的な研究結果もあり、発がん性については現段階では推測の域を出ない。2003年の研究では、D-メチルフェニデート、L-メチルフェニデート、DL-メチルフェニデートのマウスに対する発がん性の有無が検討され、これらの化合物はいずれも遺伝毒性および染色体異常誘発性を持たず、人間に対して発がんの危険はないと結論付けられている。また、143,574人の医療記録に基づいた研究においても、メチルフェニデートによって癌罹患率は増加しないことが報告されている。